# Podmolí

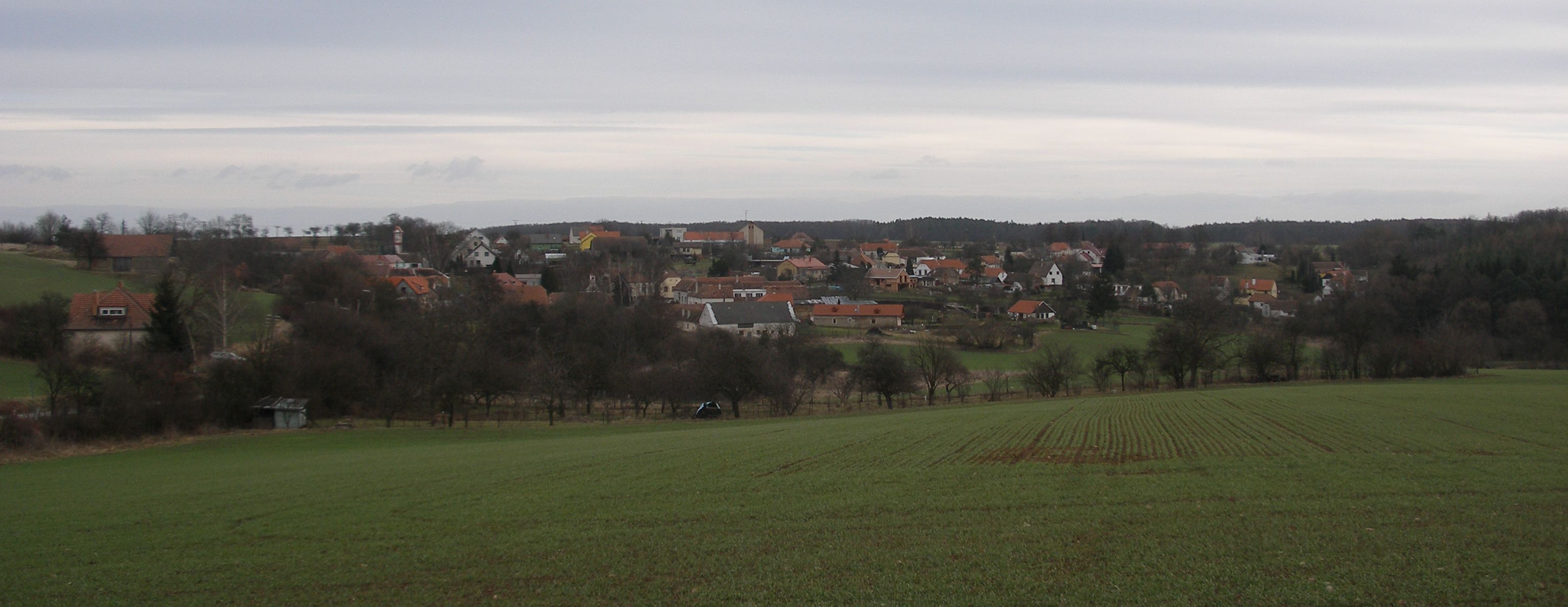
Blick von Lukov auf Podmolí

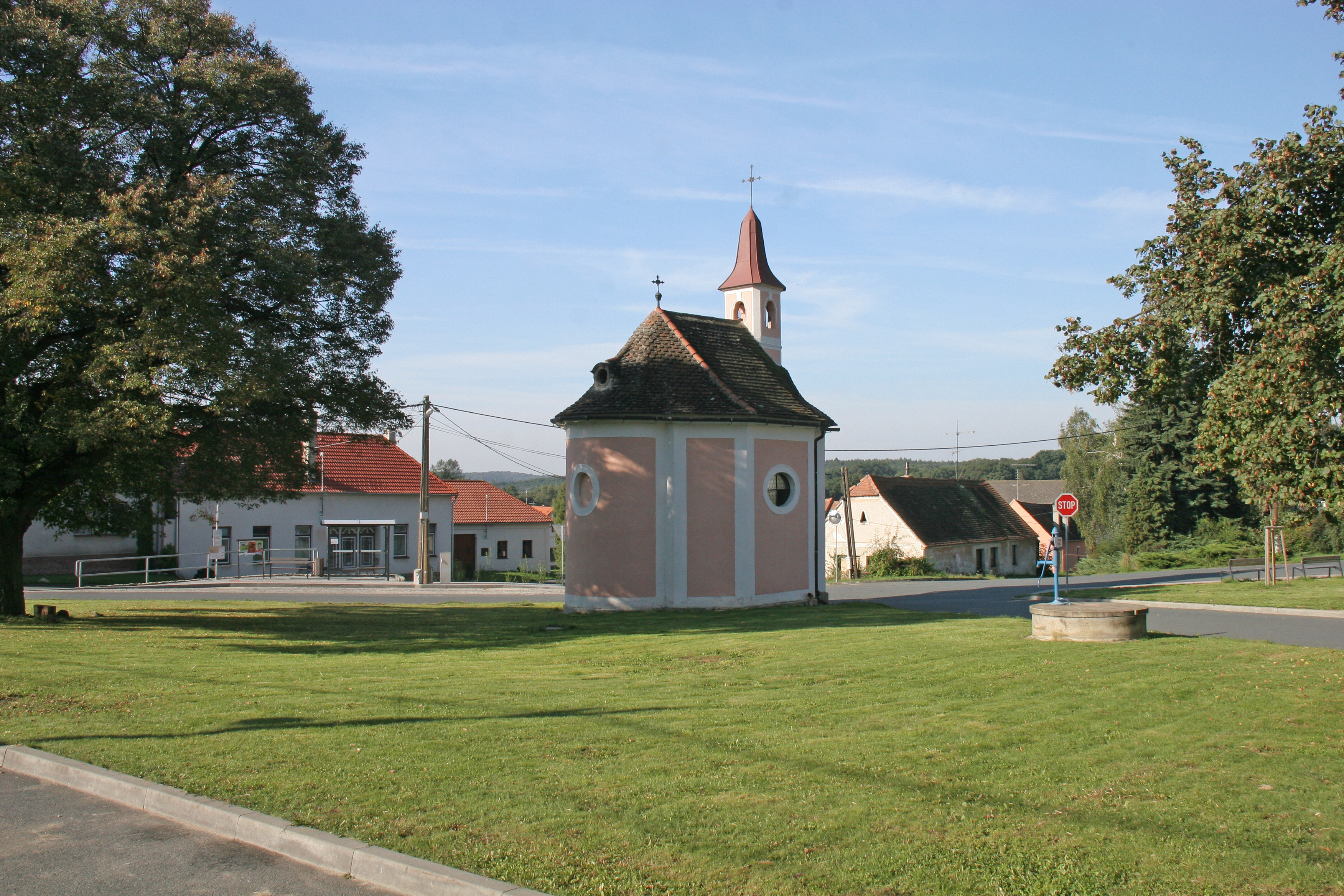
Dorfplatz mit Kapelle der Schmerzhaften Mutter Gottes

Podmolí (deutsch Baumöhl) ist eine Gemeinde in Tschechien. Sie liegt acht Kilometer westlich von Znojmo und gehört zum Okres Znojmo.

## Geographie
Podmolí befindet sich am Rande des Nationalparkes Podyjí in der Citonická plošina (Edmitzer Ebene). Südlich erheben sich die Lipina (438 m n.m.) und die Horka (431 m n.m.), im Südwesten der Čerchov (438 m n.m.) sowie nordwestlich der Kozí vrch (430 m n.m.). Westlich des Dorfes entspringt der Žlebský potok (Schlebbach). Zwei Kilometer südlich des Ortes verläuft das mäanderreiche Kerbtal der Thaya, die auf diesem Abschnitt die Grenze zu Österreich bildet.
Nachbarorte sind Vracovice, Milíčovice und Bezkov im Norden, Kasárna und Mašovice im Nordosten, Starý Šaldorf und Sedlešovice im Osten, Konice, Popice, Havraníky und Hnanice im Südosten, Mitterretzbach, Retz und Hofern im Süden, Niederfladnitz und Merkersdorf im Südwesten, Hardegg im Westen sowie Nová Ves, Lukov und Horní Břečkov im Nordwesten.

## Geschichte
Archäologische Funde belegen eine Besiedlung der Gegend seit der Jungsteinzeit. Auf dem Šobes befand sich eine bronzezeitliche Befestigungsanlage.
Im Jahre 1191 soll das Dorf vom mährischen Fürsten Vladimír, einem Sohn des Herzogs Otto III., dem Kloster Bruck geschenkt worden sein. Die erste urkundliche Erwähnung von Pomol erfolgte 1226. Im Jahre 1252 wurde das Dorf als Poymil bezeichnet. Markgraf Johann Heinrich von Luxemburg tauschte am 2. Juni 1358 das Dorf Bantice beim Klosterbrucker Abt Johann gegen die Dörfer Lukov, Pomol und Stazměřice einschließlich der Wälder an der Thaya und des Weinberges Šobes ein, um über dem Fluss die Jagdburg Neuhäusel zu errichten. Unter König Sigismund erhielt das Kloster Bruck 1433 das Dorf Pomol zurück; Markgraf Albrecht II. stellte dem Kloster im selben Jahre eine Schutzurkunde über das Dorf aus, nachdem die Znaimer Gerichte versucht hatten, dieses an sich zu bringen. Als sich im 15. und 16. Jahrhundert von Znaim aus der Protestantismus ausbreitete, blieb Podmolí katholisch. Im Jahre 1525 wurde das Dorf als Baumöel und 1532 Pomyl bezeichnet, ab 1628 wurde Bommol als Ortsname gebraucht. Während des Dreißigjährigen Krieges wurde die Gegend von schwedischen Truppen unter General Torstenson heimgesucht, die 1645 die Burg Neuhäusel eroberten und zerstörten. Aus dem Hufenregister (Lánský rejstřík) ist ersichtlich, dass in der Zeit zwischen 1667 und 1679 nur noch 19 Anwesen von Paumöhl bewohnt waren. In der nachfolgenden Zeit erfolgte der Zuzug deutscher Siedler. Zu Beginn des 18. Jahrhunderts bestand das Dorf aus 40 Häusern. 1753 wurde auf dem Dorfplatz die Kapelle erbaut. Nachdem das Kloster Bruck 1784 im Zuge der Josephinischen Reformen aufgehoben wurde, fielen dessen Güter dem mährischen Religionsfonds zu. Dieser verkaufte die Klostergüter im Jahre 1798 an Alois Graf Ugarte, der sie jedoch noch im selben Jahre wieder gegen den Kaufpreis von 45.000 Gulden an den Religionsfonds zurück veräußerte. Danach wurden die ehemaligen Klostergüter zusammen mit dem Gut Luggau durch den Besitzer der Herrschaft Frain, Stanislaw Graf Mniszek verwaltet. Am 2. Jänner 1827 verkaufte die k.k. mährisch-schlesische Staatsgüter-Veräußerungskommission die Allodialherrschaft Kloster Bruck samt den Gütern Sta. Klara und Alt-Schallersdorf für 223.000 Gulden an die Wiener Banquiers Gebrüder Karl Emanuel und Leopold Franz Edle von Liebenberg de Zsittin. Ein Großfeuer zerstörte im selben Jahre die letzten vier Häuser am Weg zum Forsthaus.
Im Jahre 1834 bestand das Dorf Baumöhl bzw. Podmole aus 40 Häusern mit 246 überwiegend deutschsprachigen Einwohnern. Haupterwerbsquellen waren die Landwirtschaft, der Weinbau und der Verkauf von Holz nach Österreich. Das Schobeser Gebirge galt als die beste Weinlage der Herrschaft. Pfarr- und Schulort war Luggau. Bis zur Mitte des 19. Jahrhunderts blieb Baumöhl der Allodialherrschaft Kloster Bruck untertänig. Amtsort war Bruck.
Nach der Aufhebung der Patrimonialherrschaften bildete Baumöhl / Podmole ab 1849 eine Gemeinde im Gerichtsbezirk Znaim. 1868 wurde das Dorf Teil des Bezirkes Znaim. Im Ort gab es 20 größere Bauern. Im Jahre 1871 kaufte der Besitzer des Schlosses Karlslust, Franz Joseph von Auersperg, das Gut Baumöhl für 195.000 Gulden. Im selben Jahre erfolgte das erste Gesuch der Gemeinde um Errichtung einer eigenen Schule, das jedoch erfolglos blieb. Zwei Jahre später konnte das Anliegen durchgesetzt werden und die Schule wurde gebaut. Im Jahre 1879 ließ der Graf von Auersperg an der Thaya einen Tiergarten errichten, in dem er u. a. auch Mufflons ansiedelte. An der Liščí skála ließ er im selben Jahre den hölzernen Aussichtsturm Franz-Josefshöhe mit Aussicht über das Thayatal bis Karlslust erbauen. Im Jahre 1880 lebten in der Gemeinde 220 Deutsche und 43 Tschechen, zehn Jahre später waren es 260 Deutsche und 35 Tschechen. Die Freiwillige Feuerwehr wurde 1889 gegründet. 1893 beschloss die Gemeinde die Anlegung eines eigenen Friedhofes. Im Jahre 1910 lebten in den 62 Häusern von Baumöhl 260 Personen, davon 230 Deutsche und 30 Tschechen.
Nach dem Ersten Weltkrieg zerfiel der Vielvölkerstaat Österreich-Ungarn, Baumöhl wurde 1918 Teil der neu gebildeten Republik Deutschösterreich. Am 6. Jänner 1919 besetzten tschechoslowakische Truppen den Ort und schlugen ihn der Tschechoslowakischen Republik zu. Danach wurden im Ort tschechische Forstarbeiter angesiedelt. Im Gebäude der deutschen Volksschule wurde eine tschechische Volksschule eingerichtet und ein Kindergarten eröffnet. Außerdem gab es zu dieser Zeit im Ort eine Gendarmeriestation und eine Grenzwache. In den 1920er Jahren wurde die tschechische Freiwillige Feuerwehr gegründet. Als tschechischer Ortsname wurde 1924 Podmolí festgelegt. Wegen der Baufälligkeit des alten Schulhauses erfolgte 1925 ein Schulneubau. 1928 erhielt Baumöhl eine Linienbusverbindung nach Znaim. Beim Zensus von 1930 bestand Baumöhl aus 73 Häusern und hatte 335 Einwohner, darunter 207 Tschechen und 122 Deutsche. Im Jahre 1931 wurde das Dorf elektrifiziert. In der Mitte der 1930er Jahre wuchsen die Spannungen zwischen den beiden Bevölkerungsgruppen. 1936 wurden die deutschen Schulen in Baumöhl und Milleschowitz über vier Wochen geschlossen. In dieser Zeit entstanden durch Baumöhl und entlang der Grenze drei leichte Bunkerlinien des Tschechoslowakischen Walls. Nach dem Münchner Abkommen wurde das Dorf 1938 von deutschen Truppen besetzt und dem deutschen Landkreis Znaim zugeordnet. 1939 wurde Baumöhl nach Luggau eingemeindet. Nach dem Ende des Zweiten Weltkrieges wurde Podmolí am 9. Mai 1945 von tschechischen Partisanen besetzt, dabei wurden sieben Personen erschossen. Podmolí kam zur Tschechoslowakei zurück und bildete wieder eine Gemeinde im Okres Znojmo. Am 20. Mai 1945 wurden die deutschen Bewohner über die Grenze nach Österreich vertrieben. Die Grenze nach Österreich wurde noch 1945 geschlossen. Nach 1948 entstand weit vor der Grenze der „Eiserne Vorhang“. Im Sperrgebiet lagen die Burgruine Nový Hrádek und die Novohrádecký Mlýn (Neuhäuselmühle) im Thayatal. Im Jahre 1961 lebten in den 61 Häusern von Pomolí 257 Menschen. 1977 wurde die Schule in Podmolí geschlossen und die Kinder nach Mašovice umgeschult.
Nach der Samtenen Revolution im Jahr 1989 begann die Öffnung des Eisernen Vorhangs. Das ehemalige Sperrgebiet wurde 1991 zum Nationalpark Podyjí erklärt. Zu fast jedem Haus in Podmolí gehört ein Anteil am Weinberg Šobes. Der 1995 erfolgte Verkauf des Weinberges an die Kellerei Znovín Znojmo wurde später angefochten und war Gegenstand eines langwierigen Rechtsstreites, der letztinstanzlich vor dem Obersten Gerichtshof erfolglos endete.

## Bevölkerungsentwicklung
| Volkszählung | Einwohner gesamt | Volkszugehörigkeit der Einwohner | Volkszugehörigkeit der Einwohner | Volkszugehörigkeit der Einwohner |
| Jahr         | Einwohner gesamt | Deutsche                         | Tschechen                        | Andere                           |
| ------------ | ---------------- | -------------------------------- | -------------------------------- | -------------------------------- |
| 1880         | 263              | 220                              | 43                               | 0                                |
| 1890         | 295              | 260                              | 35                               | 0                                |
| 1900         | 264              | 241                              | 23                               | 0                                |
| 1910         | 260              | 230                              | 30                               | 0                                |
| 1930         | 335              | 122                              | 207                              | 0                                |

## Sehenswürdigkeiten
- Kapelle der Schmerzhaften Mutter Gottes, auf dem Dorfplatz, erbaut 1753. Sie wurde in den 1850er Jahren instand gesetzt.
- Friedhof
- Gehöfte in Volksbauweise
- Bunker des Tschechoslowakischen Walls
- Burgruine Nový Hrádek (Neuhäusel), südwestlich des Ortes über dem Thayatal
- Šobes (Schobes), der knapp fünf Kilometer südöstlich des Dorfes gelegene und an drei Seiten von der Thaya umflossene Bergsporn bildet den südlichen Abschluss des Höhenrückens Dlouhý les (Langer Schobes). Während der Bronzezeit befand sich auf dem Sporn eine Befestigung. Der dominante Südhang wird seit Jahrhunderten als Weinberg genutzt und gehört zu den besten Weinlagen um Znojmo.
- Tief eingeschnittenes Thayatal mit Flussschleifen am Šobes, den Felsklippen Vraní skála und Zlámaná skála sowie fünf Wehren der ehemaligen Mühlen unterhalb des Šobes.